# Affaire Rosange Jimegni
 (septembre 2020).
L'affaire Rosange Jimegni est une affaire d'emprisonnement à la suite d'une manifestation publique au Cameroun.

## Contexte
Rosange Jimegni, de son vrai nom Nono Jimegni Raïssa Rosange est une camerounaise politiquement engagée pour le MRC, parti de Maurice Kamto. Femme politique révélée au lendemain de l’élection présidentielle du 07 octobre 2018, elle est devenue une actrice politique dans le département du Ndé, à l’Ouest du Cameroun. 
Dans le livre « Liberté Enchainée », Rosange Jimegni  a publié sur ses déboires avec la justice camerounaise. Elle témoignage contre les atrocités de la justice camerounaise et ses frustrations dans la lutte pour la justice et la démocratie au Cameroun.

## Déroulement
Elle déclare : Il suffit d’être accusé pour « attroupements et suspicion de réunion », et en plus de « Rébellion et fraude électorale » pour être arrêté à Bangangté et envoyé à Yaoundé où des membres de la justice vous traiteront comme tout, mais moins qu’un être humain.
« Arrivée au SED j'ai vécu une expérience des plus terribles de ma vie. La première question à nous poser était de savoir quel était notre département d'origine. Ce même jour certains ont été relâchés sur la base de leur appartenance ethnique et puis 59 ont été retenus pour être sauvagement torturés par vague de 10 au sous-sol du SED »
« Le combat que nous menons doit avoir un écho générationnel et une influence sur le futur, voilà pourquoi j'ai jugé bien de consigner par écrit dans un livre mon périple afin que cela puisse inspirer et servir d'exemple à la postérité. »

## Suites
Le 6 février 2020 s'était tenu à Bangangté le premier procès ouvert contre Rosange Njimegni, Mbieda Laurent, Fonga Jean et Jean Marie Kamtchouang tous militants ou sympathisants du MRC.